# Nokia C7-00
Nokia C7 - соціально орієнтований смартфон від фінської корпорації Nokia тісно інтегрований з популярними соціальними мережами. Апарат укладений у сталевий корпус і оснащений 3,5-дюймовим AMOLED дисплеєм. Технічна сторона практично повністю повторює можливості Nokia E7, виключаючи роз'єм HDMI. Nokia C7, на відміну від Е7, підтримує карти пам'яті.

## Дизайн

### Дисплей та інтерфейс користувача
- Розмір екрану: 3,5"
- Роздільна здатність: 16:9 nHD (640 x 360 пікселів) AMOLED
- 16,7 мільйонів кольорів
- Ємнісний сенсорний екран
- Датчик орієнтації пристрою (Акселерометр)
- Компас (Магнітометр)
- Датчик розміщення пристрою
- Датчик зовнішньої освітленості

### Клавіатура та способи введення
- Робочі клавіші (клавіша меню, клавіша виклику, клавіша завершення, клавіша живлення, клавіша блокування, клавіші гучності, клавіша голосового зв'язку, клавіша камери)
- Управління дотиком пальця
- Екранна літеро-цифрова клавіатура і повна клавіатура
- Окремі клавіші управління фотокамерою та регулювання гучності
- Можливість користуватися ємнісним стилусом
- Розпізнавання почерку для китайської мови

### Персоналізація
- Максимум три головних екрани, що налаштовуються: 
  - меню
  - віджети
  - теми
  - ярлики
  - значки
- Доступні для налаштування режими
- Мелодії викликів: mp3, AAC, eAAC, eAAC+, WMA, AMR-NB, AMR-WB
- Теми 
  - фонові зображення
  - заставки
  - звукові теми
  - передвстановлені теми
  - змінні кольорові теми

## Обладнання

### Живлення
- Літій-іонний акумулятор BL-5K 1200 мА/год
- Максимальна тривалість роботи в режимі розмови: 
  - 576 хв (у мережі GSM)
  - 318 хв (у мережі WCDMA)
- Максимальна тривалість роботи в режимі очікування: 
  - 555 год (у мережі GSM)
  - 656 год (у мережі WCDMA)
- Час відтворення відео (H.264 720p, 30 кадрів на сек, максимум): 6,5 год.
- Час запису відео (H.264 720p, 25 кадрів на сек, максимум): 3,8 год.
- Максимальний час роботи в режимі відеовиклику: 160 хв.
- Максимальна тривалість відтворення музики у режимі офлайн: 54 год.

### Передача даних
- GPRS/EDGE class B, multislot class 33
- HSDPA Cat9 із максимальною швидкістю до 10,2 Мбіт/с, HSUPA Cat5 2,0 Мбіт/с
- WLAN IEEE802.11 b/g/n
- Підтримка протоколу TCP/IP
- Можливість роботи у режимі модема
- Підтримка синхронізації контактів, календаря та нотаток для MS Outlook

### Підключення
- Bluetooth 3.0
- NFC (стандарт ближнього радіозв'язку) допомагає підключатися, дізнаватися новини та обмінюватися
- Роз'єм для зарядного пристрою 2,0 мм
- Роз'єм Micro USB для підключення і заряджання
- Швидкісний порт USB 2.0 (роз'єм micro-USB)
- Активний USB
- Роз'єм AV 3,5 мм
- FM-радіо
- FM-передавач

### Робочий діапазон
- GSM/EDGE 850/900/1800/1900
- WCDMA 850/900/1700/1900/2100
- Автоматичне перемикання діапазонів WCDMA і GSM
- Режим "У літаку"

## Програмне забезпечення

### Платформа ПЗ та інтерфейс користувача
- Операційна система Symbian Anna
- Java Runtime 2.2 для Symbian
- Qt 4.7.3, Web Runtime 7.2, HTML 4.1
- Постійне оновлення програмного забезпечення завдяки технології FOTA - оновленню ПЗ бездротовим шляхом - та незалежному постачанню програм
- Flash Lite 4.0
- OMA DM 1.2, OMA Client provisioning 1.1

### Програми
- Основні програми: Календар, Контакти, музичний плеєр, Інтернет, фото, Магазин Ovi, Карти, Відео, WebTV, засоби перегляду офісних документів, редактор фото і відео, Пошта, Радіо
- Програми для ПК: Nokia Ovi Suite, Nokia Ovi Player

## Зв'язок

### Електронна пошта та повідомлення
- Зручний клієнт роботи з електронною поштою, який підтримує приєднані файли: зображення, відео, музику та документи .doc/ .docx, .xls/ .xlsx, .ppt/ .pptx, .pdf, .zip
- Підтримка HTML-формату електронних повідомлень
- Універсальний клієнт автоматичної перевірки електронної пошти із підтримкою декількох протоколів: Yahoo! Mail, Gmail, Windows Live, Hotmail та інших популярних сервісів POP/IMAP, Mail for Exchange, IBM Lotus traveler
- Вебвіджет електронної пошти для головного екрану
- Універсальний редактор MMS/SMS
- SMS у вигляді бесід

### Управління викликами
- Контакти: розширена база даних контактів із підтримкою кількох телефонів і деталей електронної пошти для одного контакту, а також персональних зображень і відеокліпів.
- Інтелектуальний набір для швидкого пошуку номерів телефонів
- Швидкий набір, голосовий набір (незалежний від голосу) і голосові команди
- Журнали набраних номерів, отриманих і пропущених викликів
- Конференц-зв'язок
- Динамік гучного зв'язку
- Відеовиклики
- Система активного приглушення шуму, що забезпечує чіткість розмов.

## Обмін та Інтернет

### Браузер та Інтернет
- Перегляд повнорозмірних вебсторінок
- Навігація на вебсторінках сенсорним управлінням
- Підтримка вебформатів: HTML, XHTML MP, WML, CSS
- Підтримка протоколів: HTTP v1.1, WAP
- Підтримка протоколу TCP/IP
- Підтримка візуальної історії, HTML і JavaScript
- Flash Lite 4 із підтримкою більшості контенту Flash Player 10.1
- Nokia Mobile Search
- Засіб читання RSS
- Підтримка потокового відео
- Універсальний доступ із головного екрану до Facebook і Twitter через Клієнта соціальних мереж
- Профілі соціальних мереж відображаються у контактах телефону
- Викладайте і переглядайте фото і відео, а також визначайте розташування через клієнта соціальних мереж
- Події соціальних мереж відображаються у календарі телефону

## Навігація

### GPS і навігація
- Вбудований GPS, приймачі A-GPS
- Карти Ovi з безкоштовною автомобільною і пішохідною навігацією
- Позиціювання на основі мережі та Wi-Fi
- Компас та датчик позиціювання для правильної орієнтації дисплею
- Безкоштовне завантаження найновіших Карт Ovi за допомогою програми Nokia Ovi Suite

## Фото

### Камера
- Камера 8 Мпікс
- Повноекранний видошукач 16:9 із простим сенсорним управлінням
- Подвійний світлодіодний спалах 3-го покоління
- Програма ідентифікації обличчя
- Повнофокусний об'єктив
- Фокусна відстань: 4,3 мм
- Індекс діафрагми: F2,8
- 2-кратне цифрове збільшення для зйомки зображень
- 3-кратне цифрове збільшення для зйомки відео
- Додаткова камера для відеовикликів, VGA (640 x 480 пікселів)

### Фотозйомка
- Формат фотографій: JPEG/EXIF
- Автоматичне позначення розташування (Геотегування) на зображеннях і відео
- Автоматичне орієнтування знімків на екрані
- Функція збільшення/зменшення у програмі перегляду зображень
- Перегляд фото за хмарами тегів, за місяцем, альбомом, слайд-шоу
- Редактор фото

## Відео

### Відеокамери
- Основна камера 
  - 8 Мпікс
  - Якість HD із роздільною здатністю 720p
  - Зйомка HD відео 16:9
- Зйомка відео із 720p 25 кадрів/с із кодеками H.264, MPEG-4
- Налаштування режиму зйомки, освітлення, балансу білого, відтінків кольору
- Додаткова камера VGA для відеовикликів

### Кодеки та формати відео
- H.264 (базовий профіль, основний профіль, високий профіль), MPEG-4, VC-1, Sorenson Spark, Real video 10
- Потокова передача: H.264, Flash Lite 4 (сумісний із відео Flash 10), On2 VP6, Sorenson Spark

## Музика, звуки та радіо

### Музичні функції, радіо
- Інтерфейс користувача, що дозволяє переглядати альбоми з вашої музичної колекції, гортаючи їх пальцем
- Необмежена підписка на Музику Ovi в окремих регіонах
- Музичний плеєр Nokia
- Музичний магазин Ovi
- Аудіо кодеки: MP3, WMA, AAC, eAAC, eAAC+, AMR-NB, AMR-WB
- Швидкість передачі даних: до 320 Кбіт/с
- Підтримка DRM (управління цифровими правами): WM DRM, OMA DRM 2.0
- FM-передавач (88,1 - 107,9 МГц)
- Стерео FM радіо (87,5-108 МГц/76-90 МГц)

## Ігри

### Ігри
- Сенсорний інтерфейс, який можна використовувати для ігор
- Окремий графічний процесор із OpenGL 2.0 для 3D графіки
- Java ігри
- Датчик повертання екрана для ігор

## Екологічні характеристики

### Матеріали
- Не містить ПВХ, нікелю на поверхні продукту, сполук із вмістом брому і хлору, сурм'янистого ангідриду, як зазначено у переліку речовин Nokia

### Вторинна переробка
- Усі компоненти пристрою можуть застосовуватися як запчастини чи джерело отримання енергії

## Комплектація

### Стандартна комплектація
- Мобільний телефон Nokia C7-00
- Акумулятор Nokia BL-5K
- Кабель для підключення до комп’ютера Nokia CA-101D
- Стереогарнітура Nokia WH-102
- Високоефективний зарядний пристрій Nokia AC-15
- Стислий посібник користувача